# Stefan Berger
Stefan Berger (ur. 15 września 1969 w Mönchengladbach) – niemiecki polityk, wykładowca i samorządowiec, poseł do landtagu Nadrenii Północnej-Westfalii, poseł do Parlamentu Europejskiego IX i X kadencji.

## Życiorys
W 1989 uzyskał dyplom maturalny, w 1995 ukończył studia ekonomiczne na Uniwersytecie Johannesa Gutenberga w Moguncji. Zdał państwowe egzaminy zawodowe, doktoryzował się w 1999. Zawodowo związany z branżą szkoleniową i edukacyjną. Został wykładowcą w prywatnej szkole biznesowej Fachhochschule für Oekonomie und Management.
Działał w chadeckiej młodzieżówce Junge Union. W 1995 wstąpił do Unii Chrześcijańsko-Demokratycznej, obejmował różne stanowiska w strukturach lokalnych i regionalnych CDU. Był radnym miejscowości Schwalmtal (1999–2009) oraz powiatu Viersen (2001–2004). W 2000 po raz pierwszy został posłem do landtagu Nadrenii Północnej-Westfalii. Z powodzeniem ubiegał się o reelekcję w wyborach krajowych w 2005, 2010, 2012 i 2017. Pełnił funkcję przedstawiciela w Kongresie Władz Lokalnych i Regionalnych Europy.
W styczniu 2019 otrzymał uznawane za mandatowe szóste miejsce na krajowej liście CDU w wyborach do Parlamentu Europejskiego zaplanowanych na maj tegoż roku. Decyzja ta była szeroko komentowana – Stefan Berger w wewnątrzpartyjnym głosowaniu pokonał wieloletniego europosła Elmara Broka. W wyniku głosowania z maja 2019 uzyskał mandat eurodeputowanego IX kadencji. Z powodzeniem ubiegał się o poselską reelekcję w 2024.